# Keckiella lemmonii
Keckiella lemmonii là một loài thực vật có hoa trong họ Mã đề. Loài này được (A. Gray) Straw mô tả khoa học đầu tiên năm 1967.